# Mahapralaja
Mahapralaja (Wielki Potop) – pojęcie pochodzące z sanskrytu oznaczające potop lub pożar świata fizycznego,
ostateczny rozpad przejawionego wszechświata, ogień z nieba, ekpyrosis. Może oznaczać koniec życia Brahmy.
Mahapralaja obejmuje mniejsze pralaje. Istoty zanurzone w mahapralaji mogą posiadać zupełnie rozpuszczone zmysły i nie podlegać reinkarnowaniu.